# Église Notre-Dame-de-la-Conception-et-de-la-Bonne-Mort de Rio de Janeiro
L'église Notre-Dame-de-la-Conception-et-de-la-Bonne-Mort (en portugais : igreja de Nossa Senhora da Conceição e Boa Morte) est une église coloniale de la ville de Rio de Janeiro, au Brésil. Elle est située à l'angle de la Rua do Rosário et de l'Avenida Rio Branco, dans le centre-ville.

## Historique
Les Confréries de Nossa Senhora da Conceição et Nossa Senhora da Assunção e Boa Morte furent initialement établies dans différentes églises mais, vers 1721, elles fondèrent ensemble une chapelle dans la partie basse de la ville, à la place de l'église actuelle.
En 1735, il fut décidé de construire un nouveau bâtiment, conçu par l'ingénieur militaire portugais José Fernandes Pinto Alpoim. Le plan d'étage est une croix latine à trois nefs, avec le transept octogonal surmonté d'un dôme, une solution innovante pour la ville.
Le chœur présente des sculptures rococo de Mestre Valentim, ainsi que quatre toiles avec les évangélistes, d'auteur anonyme. Les autels latéraux sont l'œuvre de Manoel Francisco dos Santos Deveza et ont été construits entre 1835 et 1840. Dans la sacristie se trouvent deux toiles du XVIIIe siècle, l'une représentant Nossa Senhora da Conceição, de Raimundo da Costa e Silva, et l'autre Nossa Senhora da Boa Morte, de Leandro Joaquim.
La façade a été largement remaniée au XXe siècle (tour et fronton) mais conserve le portail conçu par Mestre Valentim. Heureusement, l'église n'a pas été démolie lors de l'ouverture de l'Avenida Central (actuellement Av. Rio Branco) et est maintenant curieusement adossée à un bâtiment néo-Renaissance hollandais construit vers 1904 par l'architecte René Barba.